# Литовсько-польсько-українська бригада
Литовсько-польсько-українська бригада імені Великого гетьмана Костянтина Острозького (скор. ЛитПолУкрбриг; LITPOLUKRBRIG; лит. Lietuvos-Lenkijos-Ukrainos brigada; пол. Brygada litewsko-polsko-ukraińska) — військова бригада країн Люблінського трикутника, яка була створена у 2014 році зі збройних сил Литви, Польщі та України. Протокол про наміри щодо створення бригади був підписаний 16 листопада 2009 року. Бригада мала набути робочого статусу ще восени 2011 року, але у січні 2012 початок співпраці відклали на деякий час у 2013 році. Інші країни можуть приєднатися до тристоронньої угоди.
Литва і Польща є членами НАТО, в той час, як Україна — ні. 15 січня 2008 року Україна подала офіційну заяву щодо можливості приєднання до Плану дій щодо членства в НАТО, але відклала це рішення на початку червня 2010 року, проте співпраці з НАТО з того часу так і не було.
Наприкінці 2016 року бригада проходила сертифікаційні навчання за результатами яких підтвердила набуття повних операційних спроможностей.

## Історія формування
У червні 2008 року, на зустрічі міністрів оборони Європейського Союзу, представники Литви, Польщі і України домовилися створити багатонаціональний підрозділ. Восени 2008 року сторони погодились, що тип підрозділу буде бригада.
У зв'язку з окупацією Автономної Республіки Крим та м. Севастополя Росією, Україна, Польща і Литва відновлюють переговори щодо створення спільної військової бригади.
19 вересня 2014 року Міністр оборони України Валерій Гелетей у Варшаві підписав угоду з міністрами оборони Литви та Польщі про створення спільного військового підрозділу LITPOLUKRBRIG.
Від України до складу бригади увійдуть бійці 80-ї окремої аеромобільної бригади. Українські, литовські та польські військові будуть брати участь у спільних навчаннях, а пізніше в операціях. Технічна документація буде розроблена протягом двох років, після закінчення цього терміну бригада повинна бути повною оперативної готовності.
4 лютого 2015 року Верховна Рада України ратифікувала Угоду між урядами України, Литви і Польщі щодо створення спільної військової частини LITPOLUKRBRIG. Відтепер три країни матимуть спільну військову бригаду. Завдяки спільному армійському підрозділу, куди увійдуть представники армій двох країн НАТО, дозволить українським солдатам і офіцерам навчитися військовим стандартам Альянсу. Батальйони бригади будуть дислоковані на територіях країн, а при виконанні бойових завдань вони будуть об'єднуватися в складі з'єднання.
20 лютого 2015 року Президент України Петро Порошенко підписав Закон «Про ратифікацію Угоди між Кабінетом Міністрів України та Урядом Литовської Республіки, Урядом Республіки Польща стосовно створення спільної військової частини».
20 березня Сейм Республіки Польща та 26 березня 2015 року Сейм Литовської Республіки проголосували за ратифікацію угоди про створення спільної Литовсько-польсько-української міжнародної бригади.

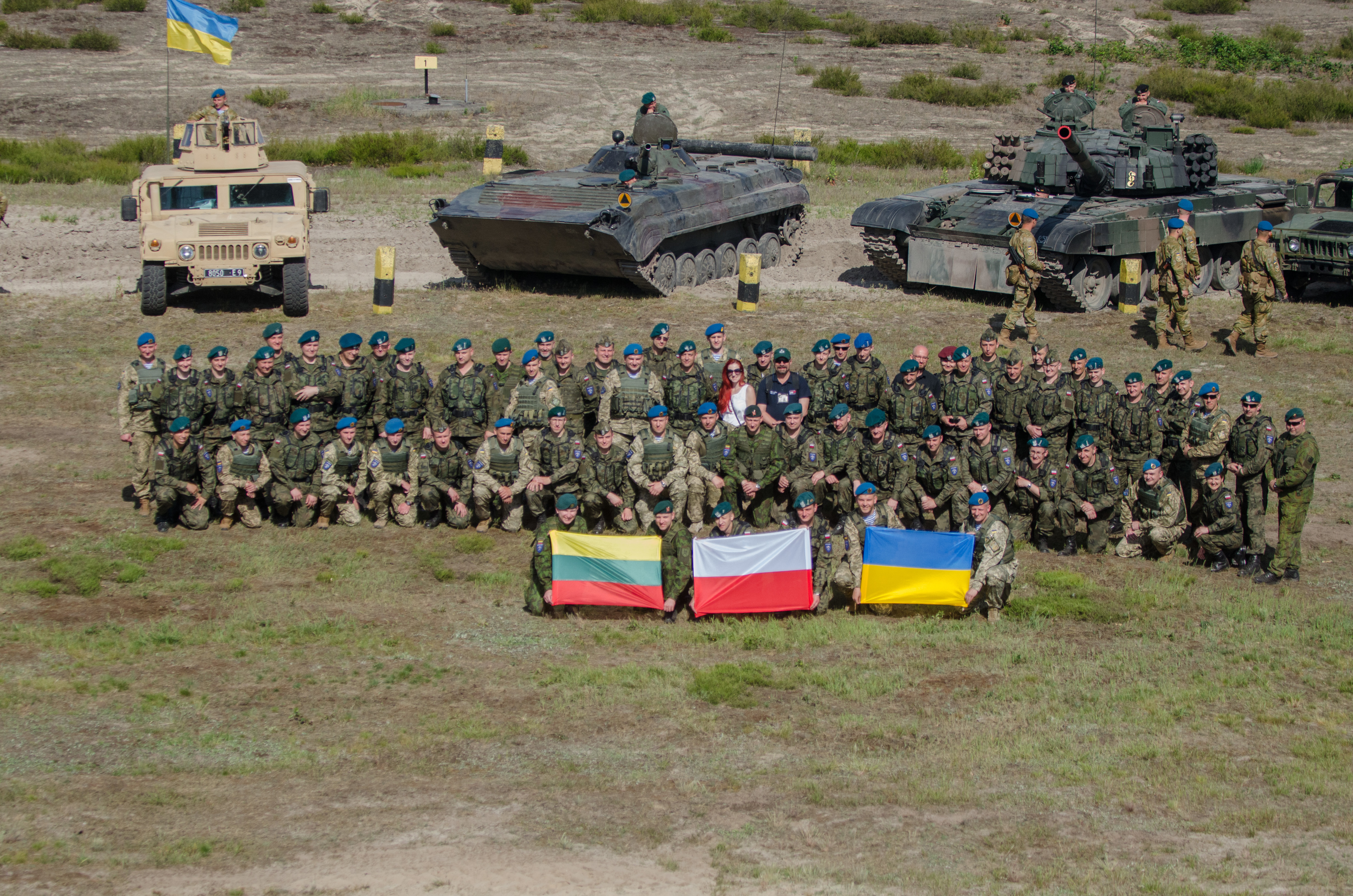
Бійці литовсько-польсько-української бригади на церемонії відкриття навчань «Анаконда-2016» на полігоні Нова Деба у Польщі, червень 2016 р.

2 травня 2015 року Президент Польщі Броніслав Коморовський підписав закон, за яким він може ратифікувати угоду про створення спільної Литовсько-польсько-української бригади.
24 липня 2015 року у Львові глави оборонних відомств України, Польщі та Литви підписали Технічну угоду щодо аспектів функціонування спільної Литовсько-польсько-української військової частини «Литполукрбриг» та її командування.
25 січня 2016 року у Любліні урочисто відкрили штаб об'єднаної Литовсько-польсько-української бригади. На церемонію приїхали міністри оборони трьох країн. Бойового вишколу бригада набуде 2017 року.
1 лютого 2016 року у Любліні розпочалося навчання «Brave Band» за участю командування LITPOLUKRBRIG. Військовослужбовці з Литви, Польщі та України опрацьовують порядок отримання бойового розпорядження та ухвалення рішень на застосування батальйонів. Під час заходу бойової підготовки близько сотні офіцерів набувають навичок управління військовими частинами трьох країн під час миротворчих операцій.

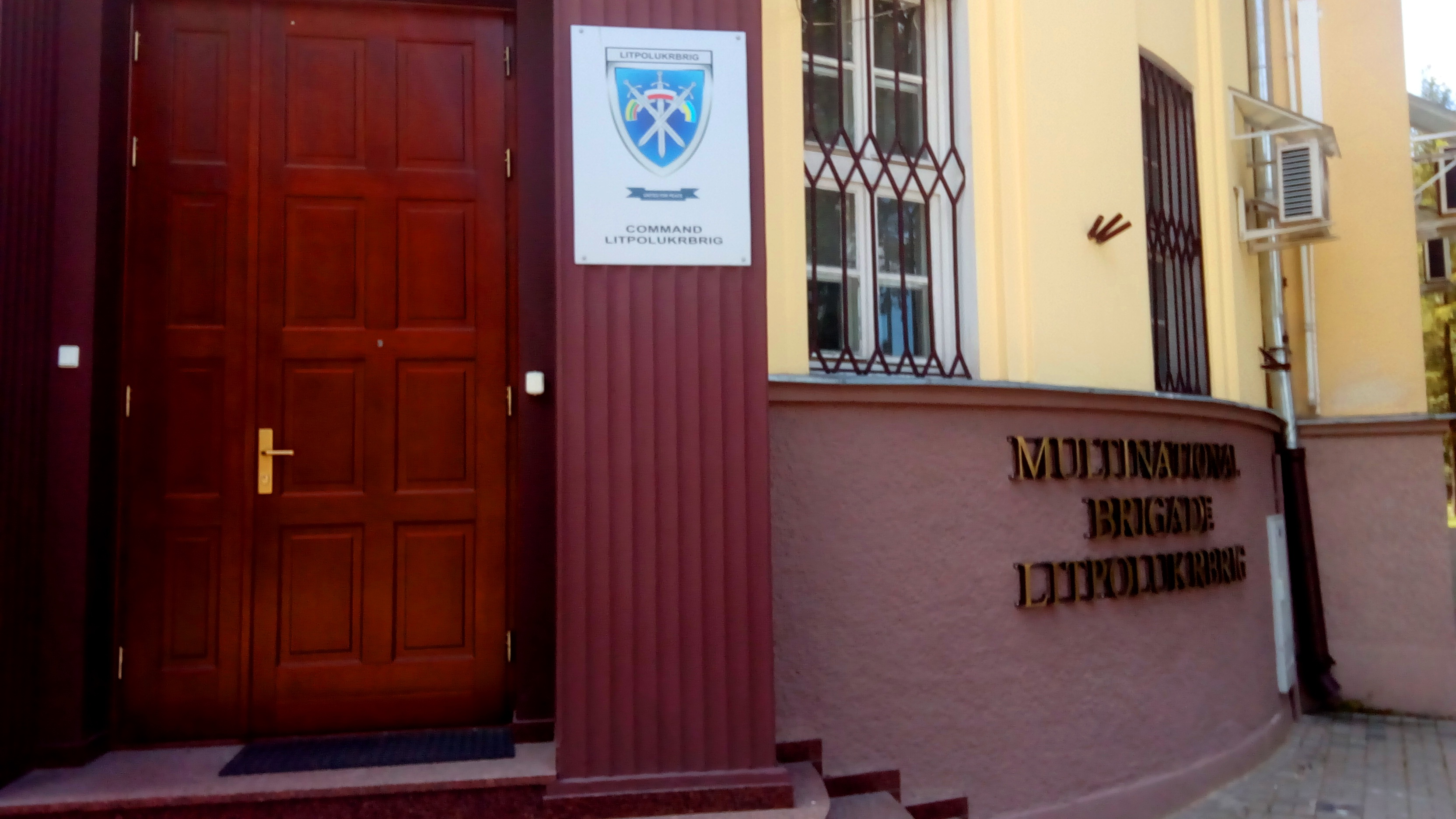
Парадний вхід до штаб-квартири бригади (Люблін, Польща)

6 червня 2016 року Литовсько-польсько-українська бригада розпочала польовий вишкіл за сценарієм операцій зі стабілізації в рамках навчання «Анаконда-2016», яке тривало на полігоні Нова Демба у Польщі до 17 червня 2016 року. У навчанні взяло участь понад 31000 військовослужбовців із 23 країн світу. Церемонія відкриття навчання відбулася під керівництвом командира LITPOLUKRBRIG бригадного генерала Адама Йокса, який, під час вступного слова, наголосив на важливості участі багатонаціональних підрозділів в «Анаконді-2016». Під час церемонії завершення навчання, комбриг привітав військовослужбовців та цивільних працівників з успішним завершенням найбільшого навчання ЗС Республіка Польща «Анаконда-2016», нагадавши, що завдяки цьому навчанню офіцери штабу та командири усіх рівнів підвищили свій професіоналізм, польову виучку та взаєморозуміння під час виконання завдань.
24 серпня 2016 року бійці Литовсько-польсько-української бригади взяли участь у параді на честь дня Незалежності України.
11 грудня 2016 року, на базі загальновійськового полігону Збройних Сил Республіки Польща «Демба», відбулась офіційна церемонія відкриття міжнародного командно-штабного навчання «Common Challenge-16» за участі командування Литовсько-польсько-української бригади та десантно-штурмового батальйону ДШВ ЗС України. За результатами навчань бригада підтвердила набуття повних операційних спроможностей. Таким чином підтверджено готовність бригади виконувати місії з підтримки миру відповідно до стандартів НАТО, а командування ЛИТПОЛУКРБРИГ є цілком боєготовим підрозділом.
20 вересня 2018 року командування бригадою передано полковнику Збройних Сил України Братішку Дмитру Володимировичу.

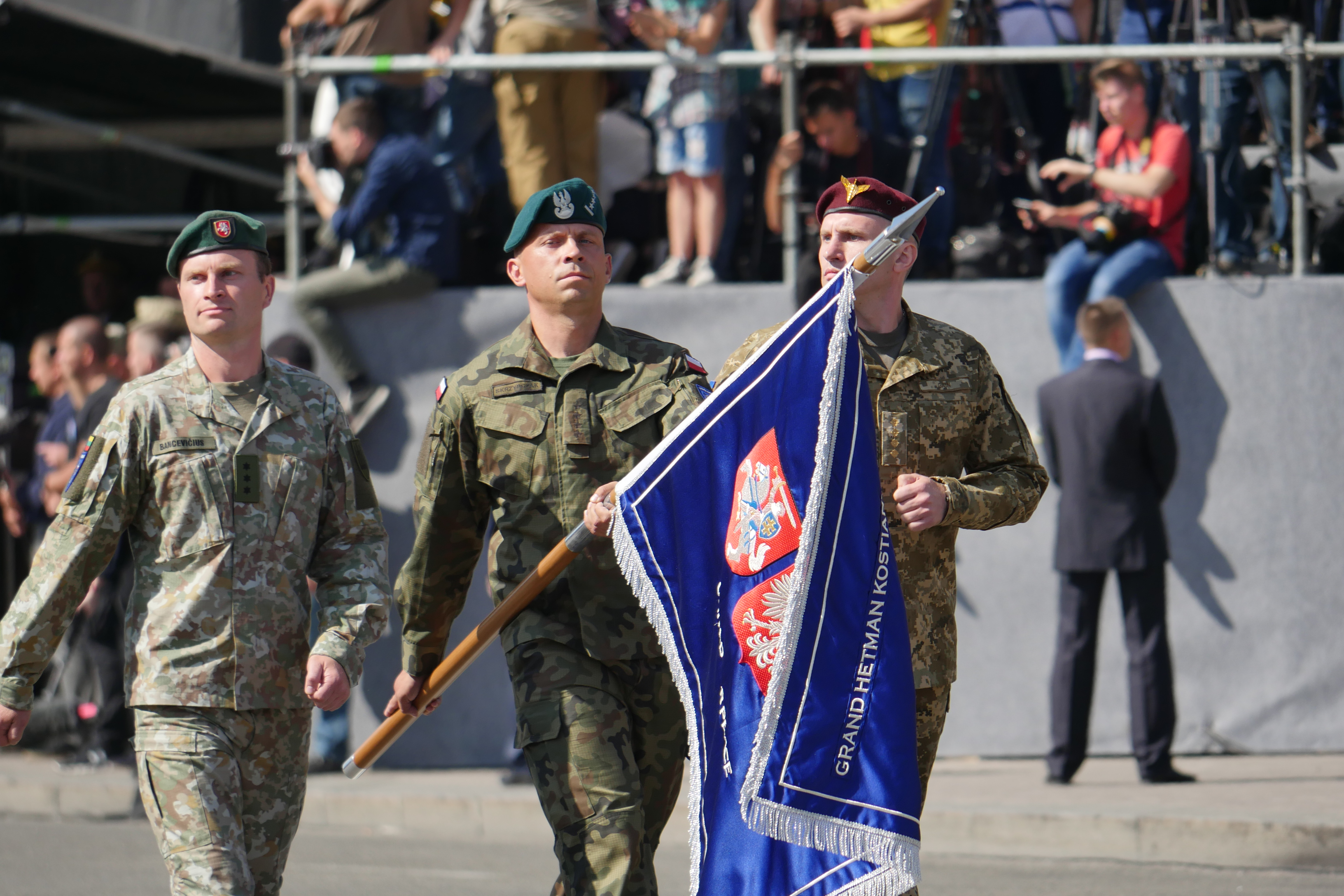
Прапороносна група Литовсько-польсько-української бригади під час військового параду з нагоди 27-ї річниці Незалежності України

На початку червня 2024 року бійці взяли участь навчаннях «Три Мечі – 24». Український компонент бригади представляли бійці десантно-штурмових військ. Зокрема, закриття навчань відвідав сам командувач ДШВ Ігор Скибюк.

## Мета створення
Метою створення спільної Литовсько-польсько-української бригади є:
1. Підвищення рівня взаємної довіри та співпраці між країнами, а також покращення безпекової ситуації в регіоні.
2. Зміцнення військової співпраці між державами, з метою опанування передовими оперативними стандартами підготовки військ та досягнення оперативної взаємосумісності.
3. Залучення визначеного комплекту сил та засобів Збройних Сил України до спільних заходів з підготовки штабів, тренувань, навчань для підвищення рівня оперативних спроможностей з метою виконання завдань за призначенням.
4. Поширення та впровадження сучасних підходів (стандартів) із планування, забезпечення та застосування військ (сил) у загальну систему підготовки Збройних Сил України.
5. Забезпечення національного внеску до багатонаціональних військових формувань високого рівня готовності (Резервні угоди ООН, Бойові тактичні групи ЄС, Сили реагування НАТО), а також міжнародних операцій з підтримання миру і безпеки під егідою ООН, ЄС, НАТО та інших міжнародних організацій у сфері безпеки на основі мандату Ради Безпеки ООН та у разі схвалення Парламентами країн-учасників[25].

## Загальні положення
Бригада (її елементи) братиме участь у міжнародних операціях на основі мандату Ради Безпеки ООН.
Участь Бригади (її елементів) в операціях відбуватиметься виключно на підставі одноголосного рішення відповідних уповноважених органів державної влади України, Литовської Республіки та Республіки Польща.
Бригада залишається відкритою для приєднання інших держав.
Командування Бригади разом з підрозділами його забезпечення розташовуватиметься на території Республіки Польща.
До активації Бригади національні компоненти залишатимуться в складі збройних сил своїх держав.

## Особовий склад бригади
Бригада нараховує 4 500 солдат, з яких:
- 350 — солдат Збройних сил Литви;
- 3500 — солдат Збройних сил Польщі;
- 560 — солдат Збройних сил України.

## Командування
- (2016—2018) бригадний генерал Зенон Брзушко (Польща)[27].
- (з 2018—2021) полковник Дмитро Братішко (Україна)[28].
- (з 2021—2023) полковник Ярослав Мокшицький (Польща).
- (з вересня 2023—т.ч.) полковник Пьотр Лісовський (Польща).[29]